# پریود (ترانه)
«پریود» تک‌آهنگی به خوانندگی شاهین نجفی و محسن نامجو است که در ۱۵ فوریهٔ ۲۰۱۳ منتشر شد.

## شناسنامه
ترانه‌سرایی و آهنگسازی این اثر از شاهین نجفی و تنظیم آن از مجید کاظمی است. روی جلد اثر از مانا نیستانی است.

## نقدها
این اثر جنجالی شد و واکنش‌های مردمی به آن آمیخته بود. برخی اثر را پسندیدند و خیلی‌ها نیز از «برهنه‌گویی» و استفاده از الفاظ جنسی در این ترانه رنجیدند و این ترانه را توهین به زن دانستند. ونداد زمانی در مجلهٔ مرد روز این ترانه را توهین‌آمیز، ضد زن و ضد انسان ایرانی خواند. به نوشتهٔ او، نجفی با فحش «شما پریود هستید» در واقع می‌خواهد بگوید «ای سرکوب‌شده‌های سازشکار چرا به خیابان‌ها نمی‌آیید؟» و به این شکل خشم و تنفرش از مردم معمولی را عیان می‌کند. هیچ‌کس و بهرام، در شبکه‌های اجتماعی استفادهٔ تمسخرآمیز شاهین نجفی از کلمهٔ پریود را زن‌ستیزی خواندند. نجفی در پادکست در ساعت ۵ عصر با اشاره به پیشینه‌اش در تولید آثاری در حمایت از زنان و جنبش زنان ایرانی، توهین‌آمیز بودن این ترانه نسبت به زن را رد کرد.
رادیو زمانه مهم‌ترین وجه اثر را شعرش دانست که دربارهٔ «ناکامی» است و این مفهوم را با «نشانه‌هایی نامتعارف» بیان می‌کند. همچنین به نوشتهٔ این رادیو، با وجود اینکه صدای نامجو بر اثر مسلط است، ترانه بیشتر شبیه آثار نجفی از آب درآمده است.